# Hylaeus libericus
Hylaeus libericus är en biart som först beskrevs av Cockerell 1936.  Hylaeus libericus ingår i släktet citronbin, och familjen korttungebin. Inga underarter finns listade i Catalogue of Life.